# Włodzimierz Boruński
Włodzimierz Boruński (ur. 3 lipca 1906 w Łodzi, zm. 10 kwietnia 1988 w Warszawie) – polski aktor, reżyser, poeta, satyryk i tłumacz pochodzenia żydowskiego.

## Życiorys

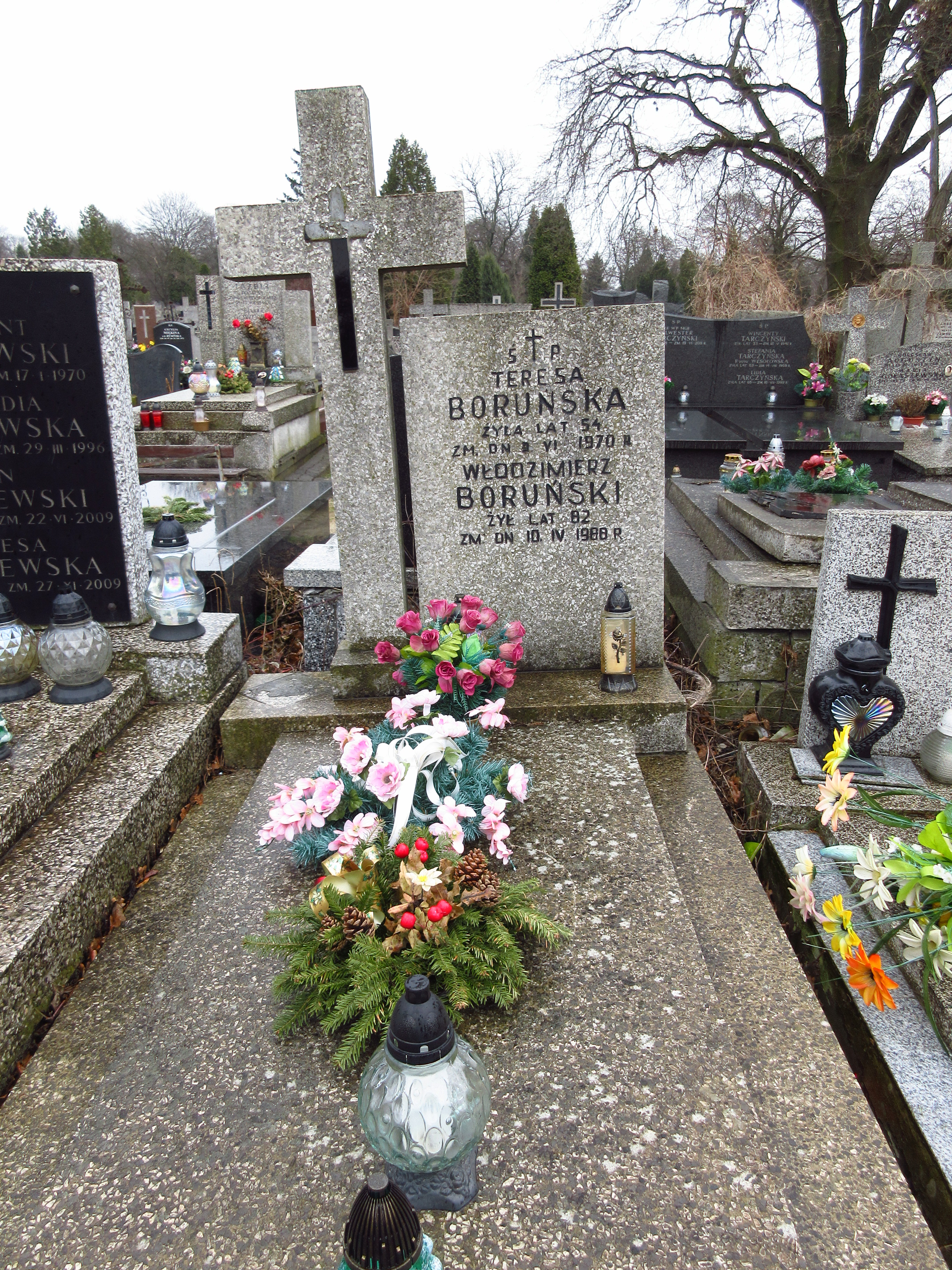
Grób Włodzimierza Boruńskiego na cmentarzu Bródnowskim

Ojciec Włodzimierza Boruńskiego, Hersz Lejb Boruński, był adwokatem posługującym się na co dzień imieniem Jerzy, a matka, Berta z domu Krukowska, była siostrą matki poety Juliana Tuwima oraz ojca aktora Kazimierza Krukowskiego. Młodszy brat Włodzimierza, kompozytor i pianista Leon Boruński, został zabity przez Niemców w 1942 roku w getcie w Otwocku. Włodzimierz Boruński w 1925 ukończył prywatne Gimnazjum Humanistyczne Bogumiła Brauna w Łodzi i rozpoczął studia na Wydziale Prawa Uniwersytetu Warszawskiego, które po dwóch latach porzucił, na rzecz pracy na scenie. W 1929–1930 odbywał służbę wojskową w Szkole Podchorążych w Tomaszowie Mazowieckim. W 1931 zdał eksternistyczny egzamin aktorski ZASP. W latach 30. XX wieku był reżyserem i aktorem w kabaretach i teatrzykach rewiowych, m.in. w „Morskim Oku”, „Perskim Oku”, „Mignon”, a także w prowincjonalnych zespołach rewiowych. Pisał pod pseudonimem „Dr Bridge” utwory dla teatrzyku „Qui Pro Quo” w Warszawie. W latach 1936–1937 był reżyserem w Teatrze Nowości w Wilnie.
Po wybuchu II wojny światowej przebywał najpierw we Lwowie, gdzie był aktorem w rozmaitych zespołach artystycznych, potem w Kijowie. Po wybuchu wojny niemiecko-sowieckiej zmobilizowany do batalionu robotniczego został wysłany do Baszkirii i przebywał w obozie Iszymbaj. W lipcu 1942 w Ufie został mianowany radcą prawnym Związku Patriotów Polskich, jednocześnie był kierownikiem literacko-artystycznym klubu kolejowego w mieście Dioma. W 1943 wstąpił do II Armii Wojska Polskiego, w szeregach 7. Dywizji Piechoty brał udział w walkach na terenie Polski i forsowaniu Nysy.
Po wojnie zdemobilizowany w listopadzie 1945, osiadł na krótko w Lubaniu na Dolnym Śląsku. Tam przez krótki czas był wiceprzewodniczącym Powiatowej Rady Narodowej, założył teatrzyk „Siódme Niebo”, i był jego dyrektorem i kierownikiem literackim. W styczniu 1946 stworzył Spółdzielnię Wydawniczo-Drukarską „Na straży”, która stała się prawnym wydawcą pisma „Na straży”. W czerwcu 1946 gazeta została wcielona do należącej do PPR „Trybuny Dolnośląskiej”, której redakcja i administracja znajdowała się we Wrocławiu, a Boruński był redaktorem oddziału lubańskiego. Uczestniczył też w organizowaniu szkół polskich. Od 1 lutego 1946 należał do PPR, następnie do PZPR. Od maja 1948 w Łodzi, tam pracował najpierw w „Kurierze Popularnym”, później w „Głosie Robotniczym” jako redaktor polityczny działu depesz. Od września 1949 ostatecznie zamieszkał w Warszawie. Zajmował się dziennikarstwem, publikował wiersze i przekłady z literatury rosyjskiej m.in. w czasopismach „Mucha” (1949–1952), „Szpilki” (1949–1958, 1960–1966), „Nowa Kultura” (1950–1957), „Sztandar Młodych” (1951), „Po prostu” (1951–1953), „Przyjaźń” (1952–1957), „Życie Literackie” (1952–1955), „Głos Koszaliński” (1956), „Kurier Polski” (1961–1968), „Barwy” (1969–1982).
W latach 1958–1966 współpracował z warszawskimi teatrami Syrena i Buffo, był autorem wielu zbiorów poezji, skeczy, monologów i piosenek w programach tych teatrów. Współpracował także z Polskim Radiem, Telewizją Polską i estradą jako autor skeczy, piosenek i wierszy satyrycznych.
W 1961 roku za namową Tadeusza Konwickiego wystąpił w filmie Zaduszki, co zapoczątkowało jego karierę w kinematografii. Szczególnie znany stał się z odtwarzania ról starych Żydów (np. doktora Szumana w serialu Lalka, krawca Golda w ekranizacji Zazdrości i medycyny, Halperna w Ziemi obiecanej, Sommera w Polskich drogach).
Przygodnie występował również w innych pobocznych rolach filmowo-teatralnych, np. jako lekarz sądowy w telewizyjnym widowisku kryminalnym Teatru Sensacji pt. Upiór w kuchni w reżyserii Janusza Majewskiego (1976).
Był mężem Teresy z domu Han (zm. 1970).
Zmarł w Warszawie, pochowany na cmentarzu Bródnowskim (kwatera 70D-4-12).

## Publikacje
- Sprawy codzienne. Warszawa: Państwowe Wydawnictwo „Iskry” 1956.
- Nie umiem grać na gitarze. Warszawa: Państwowe Wydawnictwo „Iskry” 1969.
- Co mi zostanie z tych lat... Warszawa: Państwowe Wydawnictwo „Iskry” 1972.
- Rozmowa. Warszawa: Państwowy Instytut Wydawniczy 1986.

## Filmografia
- Zaduszki (1961) – Goldapfel
- Niekochana (1965) – inżynier Śliwa, szef Noemi
- Salto (1965) – Blumenfeld
- Zazdrość i medycyna (1973) – krawiec Abraham Gold
- Czterdziestolatek (serial telewizyjny) (1974–1976) – sąsiad Karwowskich
- Personel (1975) – kierownik techniczny w teatrze, dawny znajomy ciotki Romka
- Zaklęte rewiry (1975) – redaktor
- Ziemia obiecana (1974) – Halpern
- Polskie drogi (serial telewizyjny) (1976–1977) – Sommer, właściciel kamienicy[8]
- Lalka (serial telewizyjny) (1977) – dr Michał Szuman, przyjaciel St. Wokulskiego
- Sprawa Gorgonowej (1977) – Birnbaum, więzień polityczny
- Lekcja martwego języka (1979) – Roth, recepcjonista w hotelu
- Królowa Bona (serial telewizyjny) (1980) – astrolog na Wawelu
- Młyn Lewina (Levins Muhle) (1980) – rabin Dawid
- Zamach stanu (1980) – adwokat K. Sterling, obrońca w procesie brzeskim
- Dolina Issy (1982) – sekretarz rabina
- Hotel Polanów i jego goście (Hotel Polan und seine Gäste) (1982) – rabin Cohen
- Klakier (1982) – Gustawek
- Wedle wyroków twoich... (1983) – dziadek Ruth
- Mrzonka (1985) – pan B.

## Ordery i odznaczenia
- Krzyż Kawalerski Orderu Odrodzenia Polski (1974)
- Medal ZAiKS-u (1988)[9]
- Odznaka ZAiKS-u (1988)[9]

## Nagrody
- Nagroda na Festiwalu Polskiej Twórczości Telewizyjnej w Olsztynie za rolę w serialu telewizyjnym Lalka (1978)
- Nagroda na Festiwalu Polskiej Twórczości Telewizyjnej w Olsztynie za rolę Sommera w serialu telewizyjnym Polskie drogi (1978)
- Nagroda Przewodniczącego Komitetu do Spraw Radia i Telewizji I stopnia za rolę Sommera w serialu telewizyjnym Polskie drogi (1978)
- Nagroda Przewodniczącego Komitetu do Spraw Radia i Telewizji za rolę w filmie Mrzonka (1986)